# Fredriksfors bruk
Fredriksfors bruk, eller Leinebergs bruk (finska: Leineperin ruukkin paja), är ett tidigare finländskt järnbruk i byn Leineberg i nuvarande Ulvsby stad i Satakunda. Det grundades år 1771 av majoren Berndt Johan Hastfer i avsikt att förädla från västra riksdelen i Sverige köpt tack- eller råjärn. Energi togs från forsen i ån och genom lokal träkolsproduktion. Bruket hade två separata hammarsmedjor, i vilka man smidde bultar, spikar, spadar, hästskor och liar. År 1787 lät Fredriksfors dåvarande ägare Jonas Beckman (1729–1811) uppföra en masugn, i vilken inhemsk järnmalm smältes.
I början av 1800-talet fanns masugn, hammarsmedja och manufaktursmedja, kolhus samt tiotals bostads- och lantgårdsbyggnader. Fredriksfors var då en av de största producenterna av manufakturjärn i Finland. År 1818 kom järnbruket i finska statens ägo, varefter en ny masugn togs i drift 1826.
Fredriksfors köptes 1858 av Karl Johan Lönegren (1823–1895), varefter en uppgångsperiod följde. Han sålde det 1870, och 1877 köptes det av Antti Ahlström. Denne förnyade produktionen.
Masugnen släcktes ned 1891 och sågen 1892. Den industriella verksamheten vid Fredriksfors upphörde helt 1902.
Fredriksfors är idag en välbevarad bruksmiljö. Brukets centrala byggnader restaurerades på 1990-talet och Fredriksfors bruk är nu en av Museiverket klassificerad nationellt värdefull kulturmiljö.

## Bildgalleri

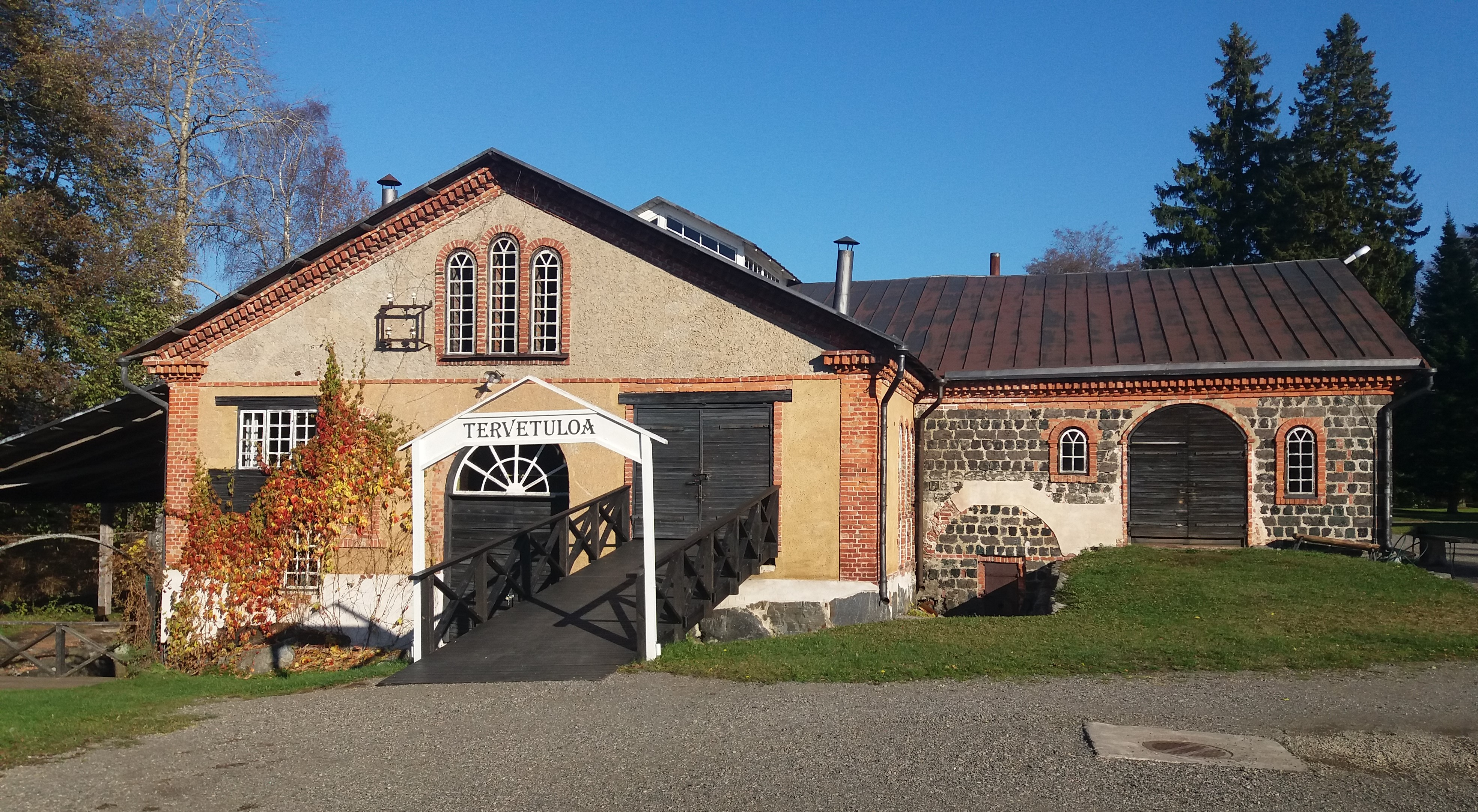
Gjuteriet
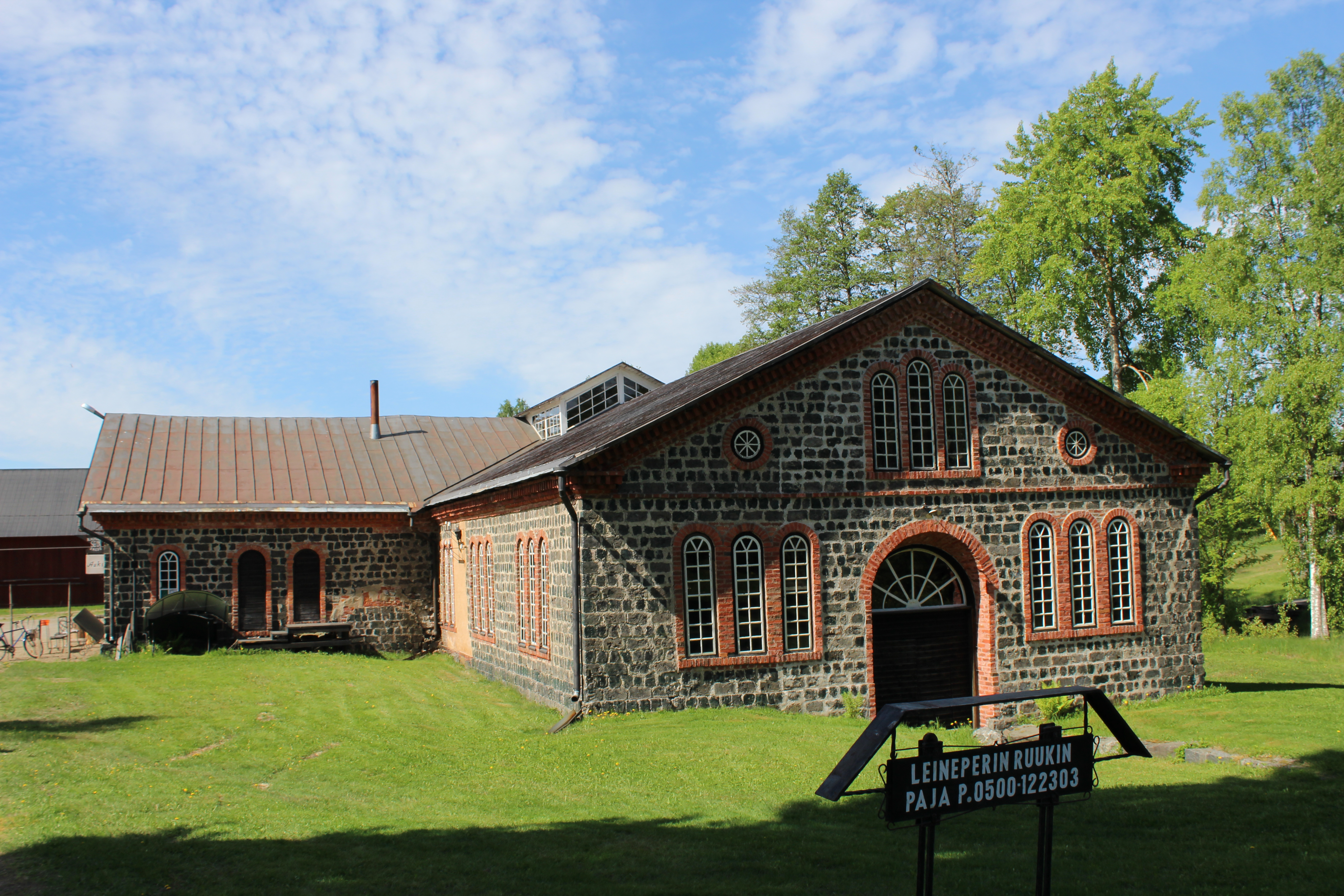
Smedjan
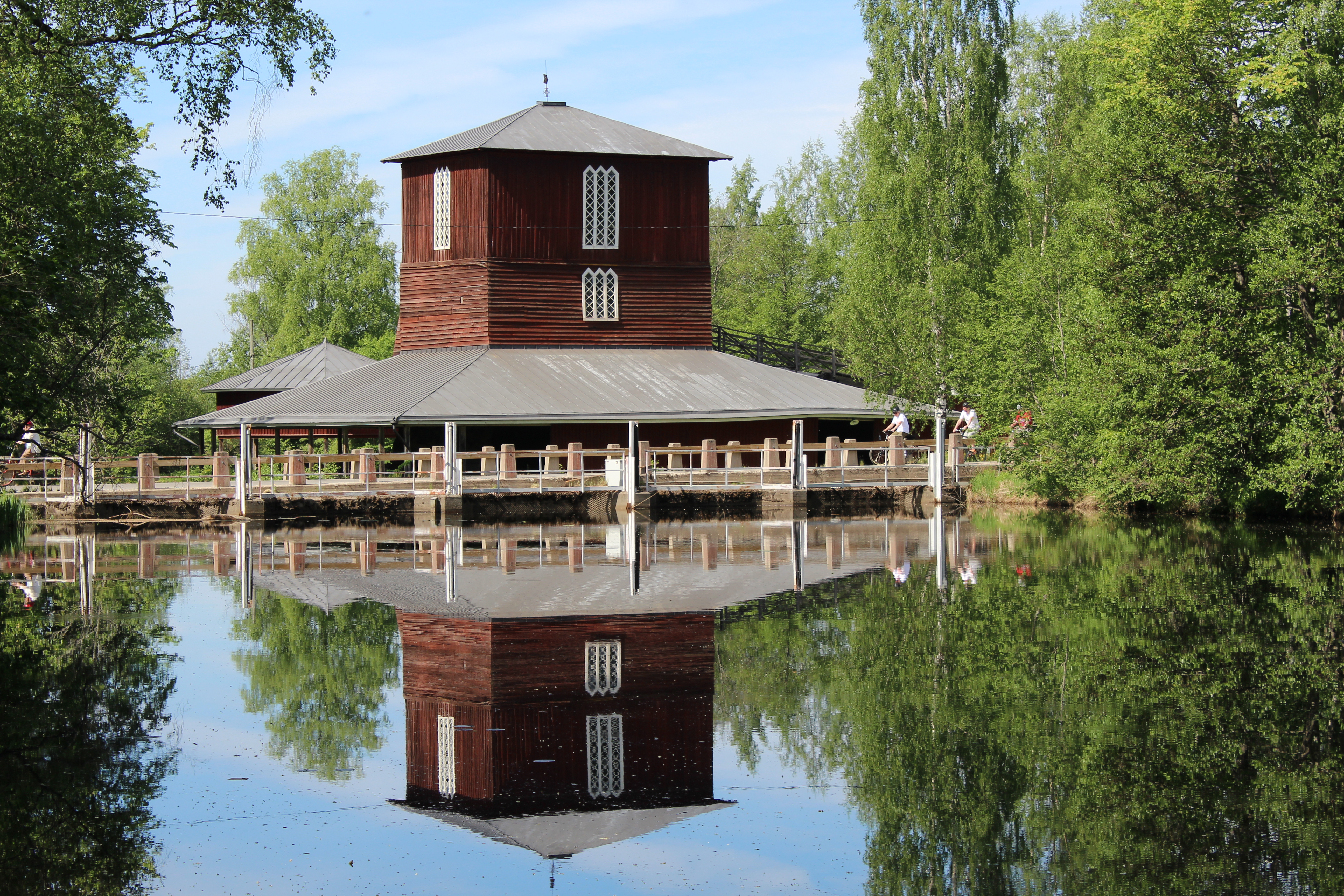
Masugnen